# Sarcophaga globicauda
Sarcophaga globicauda är en tvåvingeart som beskrevs av Boris Borisovitsch Rohdendorf 1931. Sarcophaga globicauda ingår i släktet Sarcophaga och familjen köttflugor.
Artens utbredningsområde är Sudan. Inga underarter finns listade i Catalogue of Life.